# Partido Pirata Checo
O Partido Pirata Checo (em tcheco/checo: Česká pirátská strana), mais conhecido pela alcunha Piráti, é um partido político da Chéquia fundado oficialmente em 17 de junho de 2009. Do ponto de vista programático, sua plataforma política abrange medidas voltadas à transparência na política, anticorrupção, democracia direta, apoio às pequenas empresas, proteção das liberdades civis. Os Piratas também se declaram como defensores da integração europeia e, no espectro política estão entre o centro e a esquerda.

## Resultados eleitorais

### Eleições legislativas
| Ano  | CI.  | Votos   | %           | +/-  | Deputados | +/-  | Status            |
| ---- | ---- | ------- | ----------- | ---- | --------- | ---- | ----------------- |
| 2010 | 11.º | 42 323  | 0,81 / 100  | Novo | 0 / 200   | Novo | Extra-parlamentar |
| 2013 | 9.º  | 132 417 | 2,66 / 100  | 1,85 | 0 / 200   | 0    | Extra-parlamentar |
| 2017 | 3.º  | 546 393 | 10,80 / 100 | 8,14 | 22 / 200  | 22   | Oposição          |
| 2021 | 3.º  | 839 776 | 15,62 / 100 | 4,82 | 37 / 200  | 15   | Apoio parlamentar |

### Eleições europeias
| Ano  | CI. | Votos   | %           | +/-  | Deputados | +/-  |
| ---- | --- | ------- | ----------- | ---- | --------- | ---- |
| 2014 | 8.º | 72 514  | 4,78 / 100  | Novo | 0 / 21    | Novo |
| 2019 | 3.º | 330 844 | 13,95 / 100 | 9,17 | 3 / 21    | 3    |